# Långhornslav
Långhornslav (Cladonia macroceras) är en lavart som först beskrevs av Dominique François Delise, och fick sitt nu gällande namn av Johan Jonson Havaas. Långhornslav ingår i släktet Cladonia, och familjen Cladoniaceae. Arten är reproducerande i Sverige.